# سيمون ويفر
سيمون ويفر (بالإنجليزية: Simon Weaver)‏ هو مدرب كرة قدم ولاعب كرة قدم بريطاني في مركز الدفاع، ولد في 20 ديسمبر 1977 في دونكاستر في المملكة المتحدة. لعب مع شيفيلد وينزداي وماكليسفيلد تاون ونادي بوسطن يونايتد ونادي تاموورث ونادي دونكاستر روفرز ونادي سكاربورو ونادي كيدرمينستر هاريرز لكرة القدم ونادي كينغز لين ونادي لينكولن سيتي ونادي هاروجيت تاون ونادي يورك سيتي.

## وصلات خارجية
- سيمون ويفر على موقع قاعدة بيانات كرة القدم.إي يو (الإنجليزية)
- سيمون ويفر على موقع Soccerbase.com (لاعب) (الإنجليزية)